# الکوی، کبو
الکوی، کبو (به لاتین: Alcoy, Cebu) یک سکونتگاه مسکونی در فیلیپین است که در Central Visayas (Region VII) واقع شده‌است.

## خصوصیات
الکوی ۶۱٫۶۳ کیلومترمربع مساحت و ۱۴٬۷۵۷ نفر جمعیت دارد.